# Institut français de Chine

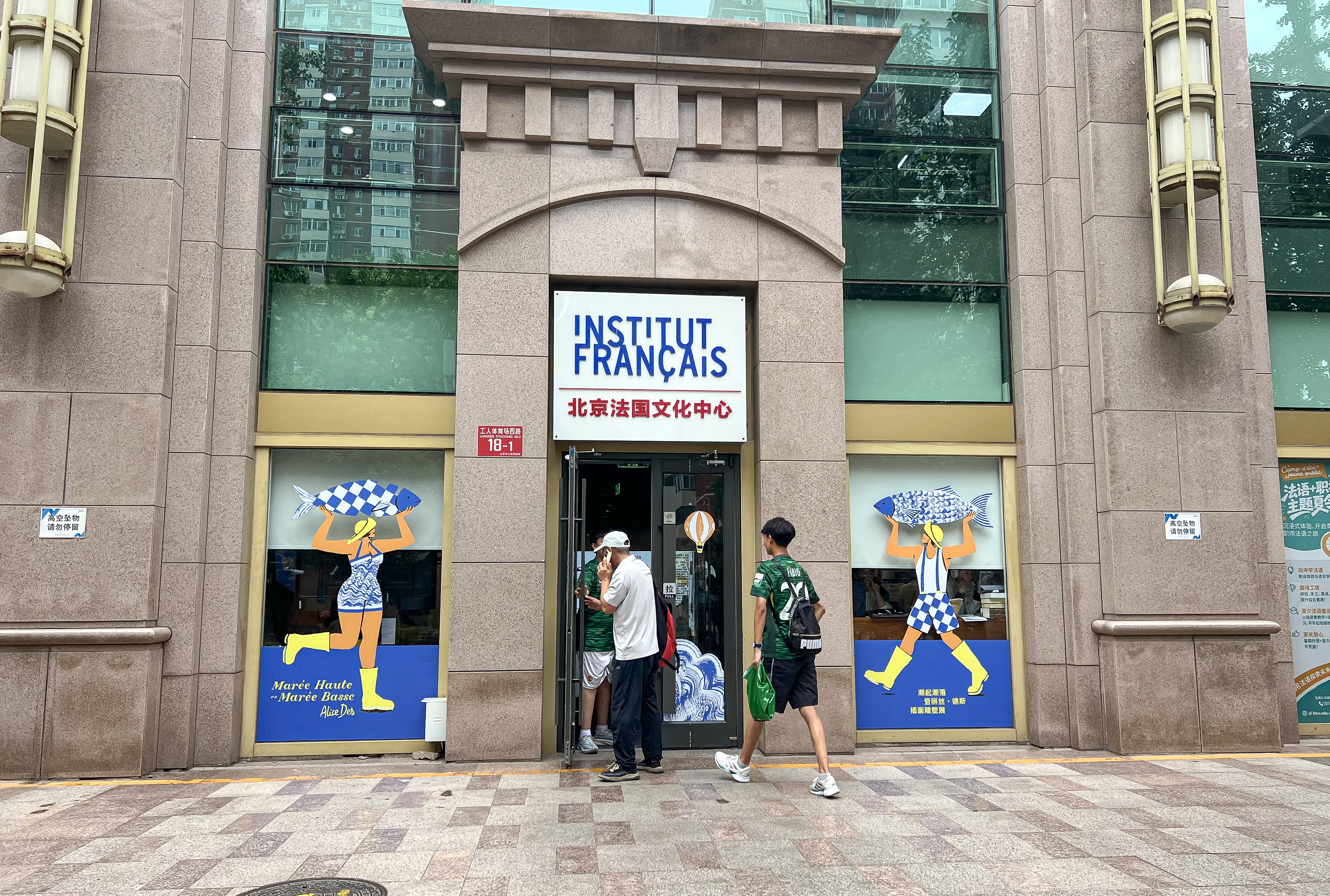
Institut français de Pékin

L' Institut français de Chine fait partie du réseau mondial des instituts français. L'antenne unique est située à Pékin, la capitale du pays.

## Historique
L’IFC a ouvert ses portes en 2004 dans le district de Chaoyang, sous le nom de Centre culturel français. C'est le plus vieux centre culturel étranger en république populaire de Chine.
C’est en avril 2011 qu’il prend officiellement l’appellation d’Institut français de Chine, dans le cadre d’une réforme mondiale du réseau culturel et de coopération du ministère de l'Europe et des Affaires étrangères initiée par la loi du 27 juillet 2010, en remplacement des activités culturelles françaises qui étaient jusque-là réunies au sein de l'association Culturesfrance.
Cette réorganisation a apporté une meilleure unité et une plus grande simplicité de gestion. Les services de coopération universitaire, éducative, linguistique et culturelle de l’ambassade de France ont ainsi fusionné pour devenir l’Institut français de Chine. Ils entretiennent des liens étroits avec le consulat général ainsi que le bureau de l'Alliance française du pays et les autorités nationales et locales.
Des travaux de modernisation sont effectués de janvier 2013 à mai 2014. Conçue par l’architecte Nicolas Godelet de l’agence Gejian Architects and Engineers, Julien Masurel (JML Architecture) et Pong Yuen Cheung (CPYA), cette rénovation permet une restructuration de l’espace afin de créer une galerie permettant d’accueillir plus d'événements et expositions. C'est monsieur Laurent Fabius, alors ministre des Affaires étrangères, qui inaugure les bâtiments transformés.

## Rôle éducatif
Le but premier de l'Institut est de proposer des cours, formations et examens de français à un public aussi large que possible. Cependant, l'IF Pékin propose principalement des activités culturelles autour de la langue française bien qu'il soit aussi accrédité pour faire passer et délivrer différentes certifications internationales, comme: le DELF, le DALF, le TCF, le DELF Prim, le DELF Junior, et le TCF Québec.

## Activités culturelles
Le centre culturel de l'institut participe à la scène culturelle locale, en créant des centaines d'évènements annuels à visée nationale, régionale ou locale, selon les projets. L'institut dispose d'une salle d'un auditorium de 81 places convertible en salle de cinéma, d'une galerie d'exposition, d'un club de lecture ainsi que d'un café
L'IF participe également à des évènements externes, dans le cadre de la promotion de la culture et des échanges entre la France et la Chine, et développe des partenariats avec d'autres entités culturelles, gouvernementales ou non-gouvernementales.

## Informations complémentaires
L'Institut abrite une médiathèque disposant de plus de 30 000 documents francophones accessibles au grand public, ainsi que d'une culturethèque en ligne proposant quelques milliers de documents supplémentaires.